# Liste des distinctions d'Ariana Grande
 (19 janvier 2019).
Cet article est la liste non exhaustive des récompenses et des nominations d'Ariana Grande.
Ariana Grande est une actrice et auteure-compositrice-interprète américaine. Elle a lancé sa carrière en 2008 en jouant le rôle de Charlotte dans la comédie musicale de Broadway, 13 (en).
En tant qu'actrice, Ariana Grande est connue pour son rôle de Cat Valentine dans les sitcom, Victorious (2010-2013) et Sam et Cat (2013-2014).
En tant que chanteuse, Ariana Grande a sorti son premier album en 2013, intitulé Yours Truly, l'album a été acclamé par la critique et est arrivé à la première place du Billboard Hot 200 en moins d'une heure, elle fut alors la première artiste à avoir un premier album en tête des charts depuis l'album Animal de Kesha.
En 2013, elle a été nommée dans la catégorie « meilleur nouvel artiste » aux Billboard Music Awards et a remporté le prix dans cette même catégorie aux American Music Awards.

## Musique

### AARP Movies for Grownups Awards(en)
| Année | Travail nommé                 | Titre                                                     | Résultat   |
| ----- | ----------------------------- | --------------------------------------------------------- | ---------- |
| 2022  | Don't Look Up : Déni cosmique | AARP Movies for Grownups Award for Meilleur Ensemble (en) | Nomination |

### Prix Best of Beauty du magazineAllure
| Année | Travail nommé    | Résultat |
| ----- | ---------------- | -------- |
| 2022  | Meilleur mascara | Lauréat  |

### American Music Awards
| Année | Travail nommé                             | Titre                                | Résultat   |
| ----- | ----------------------------------------- | ------------------------------------ | ---------- |
| 2013  | Elle-même                                 | Nouvel artiste de l'année            | Lauréat    |
| 2015  | Elle-même                                 | Artiste de l'année                   | Nomination |
| 2015  | Elle-même                                 | Artiste féminine favorite - Pop/Rock | Lauréat    |
| 2016  | Elle-même                                 | Artiste de l'année                   | Lauréat    |
| 2018  | Elle-même                                 | Artiste social préféré               | Nomination |
| 2019  | Elle-même                                 | Artiste de l'année                   | Nomination |
| 2019  | Elle-même                                 | Artiste social préféré               | Nomination |
| 2019  | Elle-même                                 | Artiste féminine favorite - Pop/Rock | Nomination |
| 2019  | 7 Rings                                   | Vidéoclip de l'année                 | Nomination |
| 2019  | Thank U, Next                             | Album favori                         | Nomination |
| 2019  | Sweetener World Tour                      | Tournée de l'année                   | Nomination |
| 2020  | Rain on Me (avec Lady Gaga)               | Collaboration de l'année             | Nomination |
| 2020  | Rain on Me (avec Lady Gaga)               | Vidéoclip de l'année                 | Nomination |
| 2020  | Elle-même                                 | Artiste social préféré               | Nomination |
| 2021  | Elle-même                                 | Artiste de l'année                   | Nomination |
| 2021  | Elle-même                                 | Artiste féminine favorite - Pop/Rock | Nomination |
| 2021  | Positions                                 | Album Favori - Pop/Rock              | Nomination |
| 2021  | Save Your Tears (Remix) (avec The Weeknd) | Chanson Favorite - Pop/Rock          | Nomination |

### Bambi Awards
| Année | Travail nommé | Titre                   | Résultat |
| ----- | ------------- | ----------------------- | -------- |
| 2014  | Elle-même     | Meilleur nouvel artiste | Lauréat  |

### BET Awards
| Année | Travail nommé | Titre                   | Résultat   |
| ----- | ------------- | ----------------------- | ---------- |
| 2014  | Elle-même     | Meilleur nouvel artiste | Nomination |

### Billboard Music Awards

#### Billboard Music Awards
| Année | Travail nommé             | Titre                         | Résultat   |
| ----- | ------------------------- | ----------------------------- | ---------- |
| 2014  | Elle-même                 | Top nouvel artiste            | Nomination |
| 2015  | Elle-même                 | Top artiste                   | Nomination |
| 2015  | Elle-même                 | Top artiste féminine          | Nomination |
| 2015  | Elle-même                 | Top Hot 100 Artist            | Nomination |
| 2015  | Elle-même                 | Top Social Artist             | Nomination |
| 2015  | Elle-même                 | Top Streaming Artist          | Nomination |
| 2015  | Top Dance/Electronic Song | "Break Free" (featuring Zedd) | Nomination |
| 2017  | Elle-même                 | Top artiste                   | Nomination |
| 2017  | Elle-même                 | Artiste social préféré        | Nomination |
| 2017  | Elle-même                 | Meilleure Artiste Féminine    | Nomination |
| 2019  | Elle-même                 | Top artiste féminine          | Lauréat    |

| Année | Travail nommé | Titre                                          | Résultat |
| ----- | ------------- | ---------------------------------------------- | -------- |
| 2013  | Elle-même     | Meilleur nouvel artiste                        | Lauréat  |
| 2013  | Elle-même     | Sondage des lecteurs : Meilleur nouvel artiste | Lauréat  |
| 2013  | Yours Truly   | Meilleur album #1                              | Lauréat  |

### Capricho Awards
| Année | Travail nommé              | Titre                                 | Résultat |
| ----- | -------------------------- | ------------------------------------- | -------- |
| 2013  | Elle-même                  | Meilleur nouvel artiste international | Lauréat  |
| 2013  | The Way (feat. Mac Miller) | Meilleur duo                          | Lauréat  |

### Grammy Awards
| Année | Travail nommé                            | Titre                                  | Résultat   |
| ----- | ---------------------------------------- | -------------------------------------- | ---------- |
| 2015  | Bang Bang (avec Jessie J et Nicki Minaj) | Meilleur duo/performance de groupe Pop | Nomination |
| 2015  | My Everything                            | Meilleur Album Pop                     | Nomination |
| 2017  | Dangerous Woman                          | Meilleur Album Pop                     | Nomination |
| 2017  | Dangerous Woman                          | Meilleure performance Pop solo         | Nomination |
| 2019  | God is a woman                           | Meilleure performance Pop solo         | Nomination |
| 2019  | Sweetener                                | Meilleur Album Pop                     | Lauréat    |
| 2020  | Thank U, Next                            | Meilleur Album Pop                     | Nomination |
| 2020  | Thank U, Next                            | Album de l'Année                       | Nomination |
| 2020  | 7 Rings                                  | Enregistrement de l'Année              | Nomination |
| 2020  | 7 Rings                                  | Meilleure performance Pop solo         | Nomination |
| 2020  | Boyfriend (avec Social House)            | Meilleur duo/performance de groupe Pop | Nomination |
| 2021  | Rain on Me (avec Lady Gaga)              | Meilleur duo/performance de groupe Pop | Lauréat    |

### iHeartRadio Music Awards
| Année | Travail nommé | Titre            | Résultat |
| ----- | ------------- | ---------------- | -------- |
| 2014  | Elle-même     | Young Influencer | Lauréat  |

### Kids' Choice Awards

#### Kids' Choice Awards Colombia
| Année | Travail nommé | Titre                                 | Résultat   |
| ----- | ------------- | ------------------------------------- | ---------- |
| 2014  | Elle-même     | Meilleur artiste/groupe international | Nomination |

### Music Business Association
| Année | Travail nommé | Titre                              | Résultat |
| ----- | ------------- | ---------------------------------- | -------- |
| 2014  | Elle-même     | Meilleur nouvel artiste de l'année | Lauréat  |

### Music Choice Awards
| Année | Travail nommé | Titre                           | Résultat |
| ----- | ------------- | ------------------------------- | -------- |
| 2013  | Elle-même     | Meilleur nouvel artiste de 2013 | Lauréat  |

### MTV Awards

#### MTV Video Music Awards
| Année | Travail nommé                      | Titre                                | Résultat   |
| ----- | ---------------------------------- | ------------------------------------ | ---------- |
| 2014  | Problem (feat. Iggy Azalea)        | Meilleur clip d'une artiste féminine | Nomination |
| 2014  | Problem (feat. Iggy Azalea)        | Meilleur clip Pop                    | Lauréat    |
| 2014  | Problem (feat. Iggy Azalea)        | Meilleure collaboration              | Nomination |
| 2014  | Problem (feat. Iggy Azalea)        | Meilleure vidéo Lyric                | Nomination |
| 2015  | Love Me Harder (feat. The Weeknd)  | Meilleure Collaboration              | Nomination |
| 2018  | no tears left to cry               | Best pop                             | Lauréat    |
| 2018  | no tears left to cry               | Video de l'année                     | Nomination |
| 2020  | Stuck with U (feat. Justin Bieber) | Meilleur vidéo tournée à domicile    | Lauréat    |
| 2020  | Rain On Me (feat. Lady Gaga)       | Chanson de l'année                   | Lauréat    |
| 2020  | Rain On Me (feat. Lady Gaga)       | Meilleure collaboration              | Lauréat    |
| 2020  | Rain On Me (feat. Lady Gaga)       | Meilleure photographie               | Lauréat    |

#### MTV Europe Music Awards
| Année | Travail nommé               | Titre                      | Résultat   |
| ----- | --------------------------- | -------------------------- | ---------- |
| 2013  | Elle-même                   | Artist On The Rise         | Nomination |
| 2014  | Problem (feat. Iggy Azalea) | Meilleure chanson          | Lauréat    |
| 2014  | Elle-même                   | Meilleur artiste Pop       | Nomination |
| 2014  | Elle-même                   | Meilleure artiste féminine | Lauréat    |
| 2014  | Elle-même                   | Meilleur nouvel artiste    | Nomination |
| 2015  | Elle-même                   | Meilleur artiste Pop       | Nomination |

#### MTV Video Music Awards Japan
| Année | Travail nommé | Titre                              | Résultat |
| ----- | ------------- | ---------------------------------- | -------- |
| 2014  | Baby I        | Meilleur clip d'un nouvel artiste  | Lauréat  |
| 2015  | Elle-même     | Meilleure chanteuse internationale | Lauréat  |

### NAACP Image Award
| Année | Travail nommé | Titre                      | Résultat   |
| ----- | ------------- | -------------------------- | ---------- |
| 2014  | Elle-même     | Nouvel artiste Outstanding | Nomination |

### NRJ Music Awards
| Année | Travail nommé                | Titre                                      | Résultat   |
| ----- | ---------------------------- | ------------------------------------------ | ---------- |
| 2014  | Elle-même                    | Révélation internationale de l'année       | Lauréat    |
| 2014  | Problem (feat. Iggy Azalea)  | Chanson internationale de l'année          | Nomination |
| 2015  | Elle-même                    | Artiste féminine internationale de l'année | Nomination |
| 2018  | Elle-même                    | Artiste féminine internationale de l'année | Lauréat    |
| 2019  | Elle-même                    | Artiste féminine internationale de l'année | Lauréat    |
| 2020  | Rain on me (feat. Lady Gaga) | Clip de l'année                            | Nomination |
| 2020  | Rain on me (feat. Lady Gaga) | Collaboration internationale de l'année    | Lauréat    |

### People's Choice Awards
| Année | Travail nommé | Titre                     | Résultat   |
| ----- | ------------- | ------------------------- | ---------- |
| 2014  | Elle-même     | Nouvel artiste favoris    | Lauréat    |
| 2015  | My Everything | Album favoris             | Lauréat    |
| 2016  | Elle-même     | Artiste féminine favorite | Nomination |
| 2016  | Elle-même     | Artiste Pop favoris       | Lauréat    |

### Radio Disney Music Awards
| Année | Travail nommé | Titre                             | Résultat   |
| ----- | ------------- | --------------------------------- | ---------- |
| 2014  | Elle-même     | Nouvel artiste de l'année         | Nomination |
| 2014  | Elle-même     | Chart Topper                      | Lauréat    |
| 2014  | Elle-même     | Artiste dont on parle le plus     | Nomination |
| 2016  | Focus         | Meilleure chanson qui fait bouger | Lauréat    |

### Teen Choice Awards
| Année | Travail nommé               | Titre                                  | Résultat   |
| ----- | --------------------------- | -------------------------------------- | ---------- |
| 2013  | Elle-même                   | Nouvel artiste                         | Nomination |
| 2013  | Elle-même                   | Artiste féminine de l'été              | Nomination |
| 2013  | The Way (feat. Mac Miller)  | Chanson d'amour                        | Nomination |
| 2014  | Elle-même                   | Artiste féminine                       | Lauréat    |
| 2014  | Elle-même                   | Star de la musique de l'été : Féminine | Nomination |
| 2014  | Problem (feat. Iggy Azalea) | Chanson d'une artiste féminine         | Lauréat    |
| 2014  | Break Free                  | Chanson de rupture                     | Nomination |

### VEVOCertified Awards
| Année | Travail nommé               | Titre           | Résultat |
| ----- | --------------------------- | --------------- | -------- |
| 2013  | The Way (feat. Mac Miller)  | 100.000.000 vus | Lauréat  |
| 2014  | Problem (feat. Iggy Azalea) | 100.000.000 vus | Lauréat  |

### World Music Awards
| Année | Travail nommé                        | Titre                               | Résultat   |
| ----- | ------------------------------------ | ----------------------------------- | ---------- |
| 2014  | The Way (feat. Mac Miller) et Baby I | Meilleure chanson du monde          | Nomination |
| 2014  | The Way (feat. Mac Miller) et Baby I | Meilleur clip du monde              | Nomination |
| 2014  | Popular Song (avec Mika)             | Meilleure chanson du monde          | Nomination |
| 2014  | Popular Song (avec Mika)             | Meilleur clip du monde              | Nomination |
| 2014  | Elle-même                            | Meilleure artiste féminine du monde | Nomination |
| 2014  | Elle-même                            | Meilleure présence live du monde    | Nomination |
| 2014  | Elle-même                            | Meilleur Entertainer de l'année     | Nomination |

## Télévision

### Hollywood Teen TV Awards
| Année | Travail nommé | Titre                                        | Résultat   |
| ----- | ------------- | -------------------------------------------- | ---------- |
| 2010  | Victorious    | Le choix des ados : Actrice dans une comédie | Nomination |
| 2012  | Victorious    | Actrice de télévision favorite               | Lauréat    |

### Kids' Choice Awards
| Année | Travail nommé | Titre               | Résultat |
| ----- | ------------- | ------------------- | -------- |
| 2014  | Sam & Cat     | Actrice TV favorite | Lauréat  |
| 2016  | Elle-même     | Chanteuse Préférée  | Lauréat  |

### J-14 Teen Icon Awards
| Année | Travail nommé | Titre             | Résultat   |
| ----- | ------------- | ----------------- | ---------- |
| 2013  | Sam & Cat     | Actrice TV Icônic | Nomination |

## Théâtre

### National Youth Theatre Association Awards
| Année | Travail nommé | Titre             | Résultat |
| ----- | ------------- | ----------------- | -------- |
| 2008  | 13            | Meilleure actrice | Lauréat  |

## Autres
L'astéroïde (332884) Arianagrande est nommé en son honneur.

## Référence
1. ↑  (en-US) Liana Schaffner, « The Very Best Eye Makeup of 2023 », sur Allure, 13 septembre 2022 (consulté le 8 juin 2024)
2. ↑  Laura Hertzfeld, « AMAs 2013 : See the complete winners list », sur ew.com, 25 novembre 2013 (consulté le 11 août 2020).
3. ↑  (en) « 2015 Nominees », sur American Music Awards (consulté le 22 juillet 2020).
4. 1 2  « American Music Awards 2018: See the Complete List of Nominations », sur E! Online, 12 septembre 2018 (consulté le 18 mai 2023)
5. ↑  « American Music Awards 2018: See the Complete List of Nominations », sur E! Online, 12 septembre 2018 (consulté le 8 juin 2024)
6. 1 2 3  (en) Lauren Huff October 24 et 2019 at 10:00 AM EDT, « Post Malone, Ariana Grande, Billie Eilish dominate American Music Awards nominations », sur EW.com (consulté le 18 mai 2023)
7. ↑  (en) Good Morning America, « American Music Awards 2020: Full list of nominations », sur Good Morning America (consulté le 18 mai 2023)
8. ↑  « bambi-awards.com/newcomer-bamb… »(Archive.org • Wikiwix • Archive.is • Google • Que faire ?).
9. ↑  « Beyoncé, Jay Z, & Drake Lead BET Awards 2014 Nominations », sur Rap-Up (consulté le 22 juillet 2020).
10. ↑  « billboardmusicawards.com/2014/… »(Archive.org • Wikiwix • Archive.is • Google • Que faire ?).
11. ↑  « billboardmusicawards.com/2015-… »(Archive.org • Wikiwix • Archive.is • Google • Que faire ?).
12. ↑  (en-US) Billboard Staff, « Drake, The Chainsmokers Lead Nominees for the 2017 Billboard Music Awards », sur Billboard, 10 avril 2017 (consulté le 18 mai 2023)
13. ↑  Billboard Staff, « Taylor Swift Rules Billboard.com's 2013 Mid-Year Music Awards », sur billboard.com, 1er juillet 2013 (consulté le 11 août 2020).
14. ↑  Jason Lipshutz, « Lady Gaga Rules Billboard.com's Readers Poll 2013 », sur billboard.com, 19 décembre 2013 (consulté le 11 août 2020).
15. ↑  (pt) Equipe Capricho, « Vencedores Capricho Awards 2013 » , sur abril.com.br, Capricho, 1er décembre 2013 (consulté le 12 mai 2023).
16. ↑  http://entretenimiento.terra.com.co/farandula-y-tv/lista-de-nominados-a-los-kids-choice-awards-colombia-2014,b3e07f281ef57410VgnVCM3000009af154d0RCRD.html
17. ↑  Roy Trakin, « Ariana Grande to be Awarded 'Breakthrough Artist of the Year' by Music Business Association », sur billboard.com, 14 avril 2014 (consulté le 11 août 2020).
18. ↑  (en) « Miley Cyrus And Ariana Grande Win Music Choice Awards », sur TeenInfoNet, 17 décembre 2013 (consulté le 22 juillet 2020).
19. ↑  « MTV Video Music Awards 2020 », sur Mtv.com (consulté le 22 juillet 2020).
20. ↑  « MTV Video Music Awards 2020 », sur Mtv.com (consulté le 22 juillet 2020).
21. ↑  « MTV Video Music Awards 2020 », sur Mtv.com (consulté le 22 juillet 2020).
22. ↑  « MTV Video Music Awards 2020 », sur Mtv.com (consulté le 22 juillet 2020).
23. ↑  « MTV Video Music Awards 2020 : la liste complète des gagnants - Elle », sur elle.fr, 31 août 2020 (consulté le 31 octobre 2020)
24. ↑  (en) « Mtv ema 2016 - 6.11.2016 », sur mtvema.com via Internet Archive (consulté le 15 octobre 2023).
25. ↑  (en) « Mtv ema 2013 :  : 10.11.2013 :  : amsterdam :  : vote », sur mtvema.com via Wikiwix (consulté le 15 octobre 2023).
26. ↑  (en) « Mtv ema 2016 - 6.11.2016 », sur mtvema.com via Internet Archive (consulté le 15 octobre 2023).
27. ↑  (en) « Mtv ema 2013 :  : 10.11.2013 :  : amsterdam :  : vote », sur mtvema.com via Wikiwix (consulté le 15 octobre 2023).
28. ↑  « 2019 MTV EMAs - MTV », sur Mtvema.com (consulté le 22 juillet 2020).
29. ↑  « Dylan Sprouse & Barbara Palvin : Ils mettent leurs affaires aux enchères ! », sur Mtvjapan.com (consulté le 22 juillet 2020).
30. ↑  « ontheredcarpet.com/NAACP-Image… »(Archive.org • Wikiwix • Archive.is • Google • Que faire ?).
31. ↑  Jean, « NRJ Music Awards 2023  : Les artistes nominés sont... », sur evous.fr, 11 octobre 2022 (consulté le 12 mai 2023).
32. ↑  « Ornithoptera », sur Ornithoptera (consulté le 20 octobre 2020).
33. ↑  « People's Choice Awards 2014 : The winners », sur USA Today (consulté le 22 juillet 2020).
34. ↑  http://blog.peopleschoice.com/2014/11/04/peoples-choice-awards-2015-nominees-full-list/
35. ↑  (en) « E! People’s Choice Awards - E! Online », sur E! Online (consulté le 22 juillet 2020).
36. ↑  (en) « E! People’s Choice Awards - E! Online », sur E! Online (consulté le 22 juillet 2020).
37. ↑  Kevin Rutherford, « One Direction, Katy Perry, Austin Mahone Among Nominees for 2014 Radio Disney Music Awards », sur billboard.com, 26 février 2014 (consulté le 11 août 2020).
38. ↑  http://www.thefutoncritic.com/news/2013/07/01/the-second-wave-of-nominees-heats-up-teen-choice-2013-airing-sunday-august-11-live-on-fox-685300/20130701fox01/
39. ↑  « 2014 Teen Choice Awards Nominees Announced », sur PopCrush (consulté le 22 juillet 2020).
40. ↑  « Ariana Grande - The Way ft. Mac Miller » [vidéo], sur YouTube (consulté le 11 août 2020).
41. ↑  « Ariana Grande ft. Iggy Azalea - Problem (Official Video) » [vidéo], sur YouTube (consulté le 11 août 2020).
42. ↑  http://vote.worldmusicawards.com/selectnomination.asp?cat=1
43. ↑  http://vote.worldmusicawards.com/selectnomination.asp?cat=3
44. ↑  http://vote.worldmusicawards.com/selectnomination.asp?cat=4
45. ↑  http://vote.worldmusicawards.com/selectnomination.asp?cat=7
46. ↑  http://vote.worldmusicawards.com/selectnomination.asp?cat=9
47. ↑  http://hollywoodteenonline.com/2010/07/04/hollywood-teen-tv-awards/
48. ↑  http://teentvawards.com/favorite-television-actress/
49. ↑  « Kid’s Choice Awards 2020 », sur Kids Choice Awards (consulté le 22 juillet 2020).
50. ↑  « Kid’s Choice Awards 2020 », sur Kids Choice Awards (consulté le 22 juillet 2020).
51. 1 2  (en) « Meet Your 2013 Nominees & Vote Now! - J-14 », sur J-14, 15 octobre 2013 (consulté le 22 juillet 2020).
52. ↑  « (332884) Arianagrande = 2011 AG53 », WGSBN Bulletin, vol. 3, no 15,‎ 8 novembre 2023, p. 13 (lire en ligne)